# Thamnea hirtella
Thamnea hirtella är en tvåhjärtbladig växtart som beskrevs av Oliver. Thamnea hirtella ingår i släktet Thamnea och familjen Bruniaceae. Inga underarter finns listade.